# International Women of Courage Award

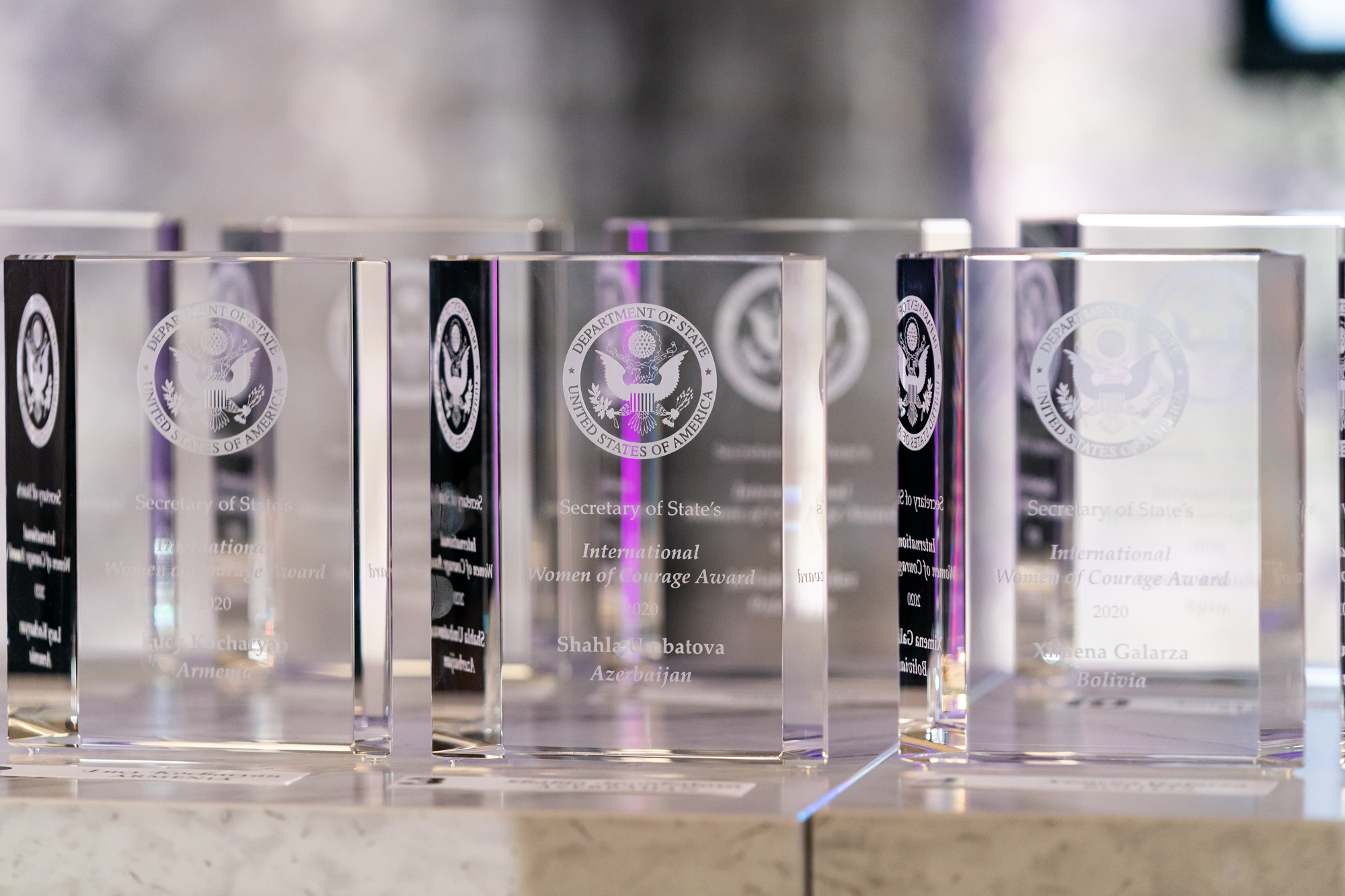
Gli International Women of Courage Awards del 2020 a Washington

L’International Women of Courage Award (in italiano Premio internazionale donne coraggiose), conosciuto anche come U.S. Secretary of State's International Women of Courage Award, è un riconoscimento conferito annualmente dal Dipartimento di Stato degli Stati Uniti d'America a donne di tutto il mondo che abbiano dimostrato leadership, coraggio, intraprendenza e disponibilità al sacrificio per gli altri, in particolare nella promozione dei diritti delle donne.

## Storia
Il premio è stato istituito nel 2007 dal Segretario di Stato degli Stati Uniti d'America Condoleezza Rice in occasione della Giornata internazionale della donna che si celebra l'8 marzo in molti paesi nel mondo. Ogni ambasciatore degli Stati Uniti ha la facoltà di segnalare la candidatura di una donna.

## Albo d'oro

### 2007
I premi 2007 sono stati assegnati a:
- Ruth Halperin-Kaddari (Israele)[4]
- Jennifer Louise Williams (Zimbabwe)
- Siti Musdah Mulia (Indonesia)
- Ilze Jaunalksne (Lettonia)
- Samia Al-Amoudi (Arabia Saudita)
- Mariya Ahmed Didi (Maldive)
- Sara Susanna Trimarco (Argentina)
- Aziza Siddiqui (Afghanistan)
- Sundus Abbas (Iraq)
- Shatha Abdul Razzak Abbousi (Iraq)
- Mary Akrami (Afghanistan)

### 2008
I premi 2008 sono stati assegnati a:
- Suraya Pakzad (Afghanistan)
- Virisila Buadromo (Figi)
- Eaman al-Gobory (Iraq)
- Valdete Idrizi (Kosovo)
- Begum Jan (Pakistan)
- Nibal Thawabteh (Autorità Nazionale Palestinese)
- Cynthia Bendlin (Paraguay)
- Farhiyo Farah Ibrahim (Somalia)

### 2009
I premi 2009 sono stati assegnati a:
- Mutabar Tadjibaeva (Uzbekistan)[7]
- Ambiga Sreenevasan (Malaysia)
- Wazhma Frogh (Afghanistan)
- Norma Cruz (Guatemala)
- Suaad Allami (Iraq)
- Hadizatou Mani (Niger)
- Veronika Marchenko (Russia)
- Reem Al Numery (Yemen)

### 2010
I premi 2010 sono stati assegnati a:
- Shukria Asil (Afghanistan)
- Shafiqa Quraishi (Afghanistan)
- Androula Henriques (Cipro)
- Sonia Pierre (Repubblica Dominicana)
- Shadi Sadr (Iran)
- Ann Njogu  (Kenya)
- Lee Ae-ran (Corea del Sud)
- Jansila Majeed (Sri Lanka)
- Marie Claude Naddaf (Siria)
- Jestina Mukoko (Zimbabwe)

### 2011
I premi 2011 sono stati assegnati a:
- Maria Bashir (Afghanistan)
- Henriette Ekwe Ebongo (Camerun)
- Guo Jianmei (Cina)
- Eva Abu Halaweh (Giordania)
- Marisela Morales Ibañez (Messico)
- Ágnes Osztolykán (Ungheria)
- Roza Otunbaeva (Kirghizistan)
- Ghulam Sughra (Pakistan)
- Yoani Sánchez (Cuba)
- Nasta Palažanka (Bielorussia)

### 2012
I premi 2012 sono stati assegnati a:
- Aneesa Ahmed (Maldive)
- Zin Mar Aung (Myanmar)
- Samar Badawi (Arabia Saudita)
- Shad Begum (Pakistan)
- Maryam Durani (Afghanistan)

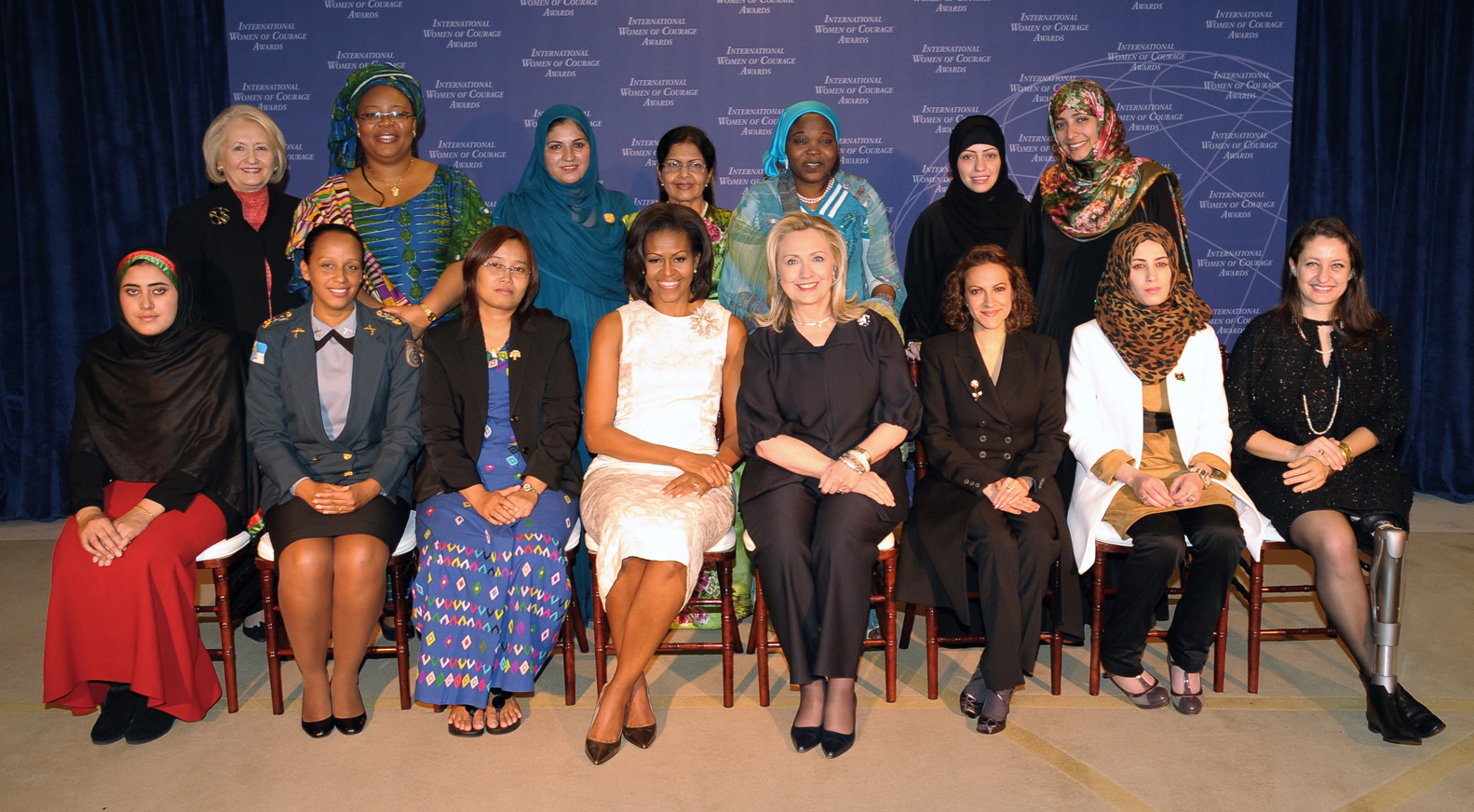
2012 International Women of Courage Awards, 8 marzo 2012.
In piedi, da sinistra: Melanne Verveer (ospite), Leymah Gbowee (ospite), Shad Begum, Aneesa Ahmed, Hawa Abdallah Mohammed Salih, Samar Badawi, Tawakel Karman (ospite).
Sedute, da sinistra: Maryam Durani, Pricilla de Oliveira Azevedo, Zin Mar Aung, Michelle Obama, Hillary Clinton, Jineth Bedoya Lima, Hana Elhebshi, Şafak Pavey

- Pricilla de Oliveira Azevedo (Brasile)
- Hana Elhebshi (Libia)
- Jineth Bedoya Lima (Colombia)
- Şafak Pavey (Turchia)
- Hawa Abdallah Mohammed Salih (Sudan)
- Gabi Calleja (Malta)[11]

### 2013
I premi 2013 sono stati assegnati a:
- Malalai Bahaduri (Afghanistan)
- Tsering Woeser (Cina)
- Julieta Castellanos (Honduras)
- Nirbhaya "Fearless" (India)
- Josephine Obiajulu Odumakin (Nigeria)
- Elena Milašina (Russia)
- Fartuun Adan (Somalia)
- Razan Zaitouneh (Siria)
- Tạ Phong Tần (Vietnam)

### 2014
I premi 2014 sono stati assegnati a:
- Nasrin Oryakhil (Afghanistan)
- Roshika Deo (Fiji)
- Rusudan Gotsiridze (Georgia)
- Iris Yassmin Barrios Aguilar (Guatemala)
- Laxmi (India)
- Fatimata Touré (Mali)
- Maha Al Muneef (Arabia Saudita)
- Oinikhol Bobonazarova (Tagikistan)
- Ruslana Lyzhychko (Ucraina)
- Beatrice Mtetwa (Zimbabwe)

### 2015
I premi 2015 sono stati assegnati a:
- Niloofar Rahmani (Afghanistan)
- Nadia Sharmeen (Bangladesh)
- Rosa Julieta Montaño Salvatierra (Bolivia)
- May Sabe Phyu (Myanmar)
- Emilie Béatrice Epaye (Repubblica Centrafricana)
- Marie Claire Tchecola (Guinea)
- Sayaka Osakabe (Giappone)
- Arbana Xharra (Kosovo)
- Tabassum Adnan (Pakistan)
- Majd Izzat al-Chourbaji (Siria)

### 2016
I premi 2016 sono stati assegnati a:
- Sara Hossain (Bangladesh)[16]
- Debra Baptist-Estrada (Belize)[17]
- Ni Yulan (Cina)
- Latifa Ibn Ziaten (Francia)
- Thelma Aldana (Guatemala)[18]
- Nagham Nawzat (Iraq)[19]
- Nisha Ayub (Malaysia)[20]
- Fatimata M’baye (Mauritania)[21]
- Zhanna Nemtsova (Russia)
- Zuzana Števulová (Slovacchia)[22]
- Awadeya Mahmoud (Sudan)[23]
- Vicky Ntetema (Tanzania)[21]
- Rodjaraeg Wattanapanit (Thailandia)[24]
- Nihal Naj Ali Al-Awlaqi (Yemen)[25]

### 2017
I premi 2017 sono stati assegnati a:
- Sharmin Akter (Bangladesh),
- Malebogo Molefhe (Botswana)
- Natalia Ponce de Leon (Colombia)
- Rebecca Kabugho (Repubblica Democratica del Congo)
- Jannat Al Ghezi (Iraq)
- Aichatou Ousmane Issaka (Niger)
- Veronica Simogun (Papua Nuova Guinea)
- Cindy Arlette Contreras Bautista (Perù)
- Sandya Eknelygoda (Sri Lanka)
- Carolin Tahhan Fachakh (Siria)
- Saadet Ozkan (Turchia)
- Nguyen Ngoc Nhu Quynh (Vietnam)
- Fadia Najeeb Thabet (Yemen)

### 2018
I premi 2018 sono stati assegnati a:

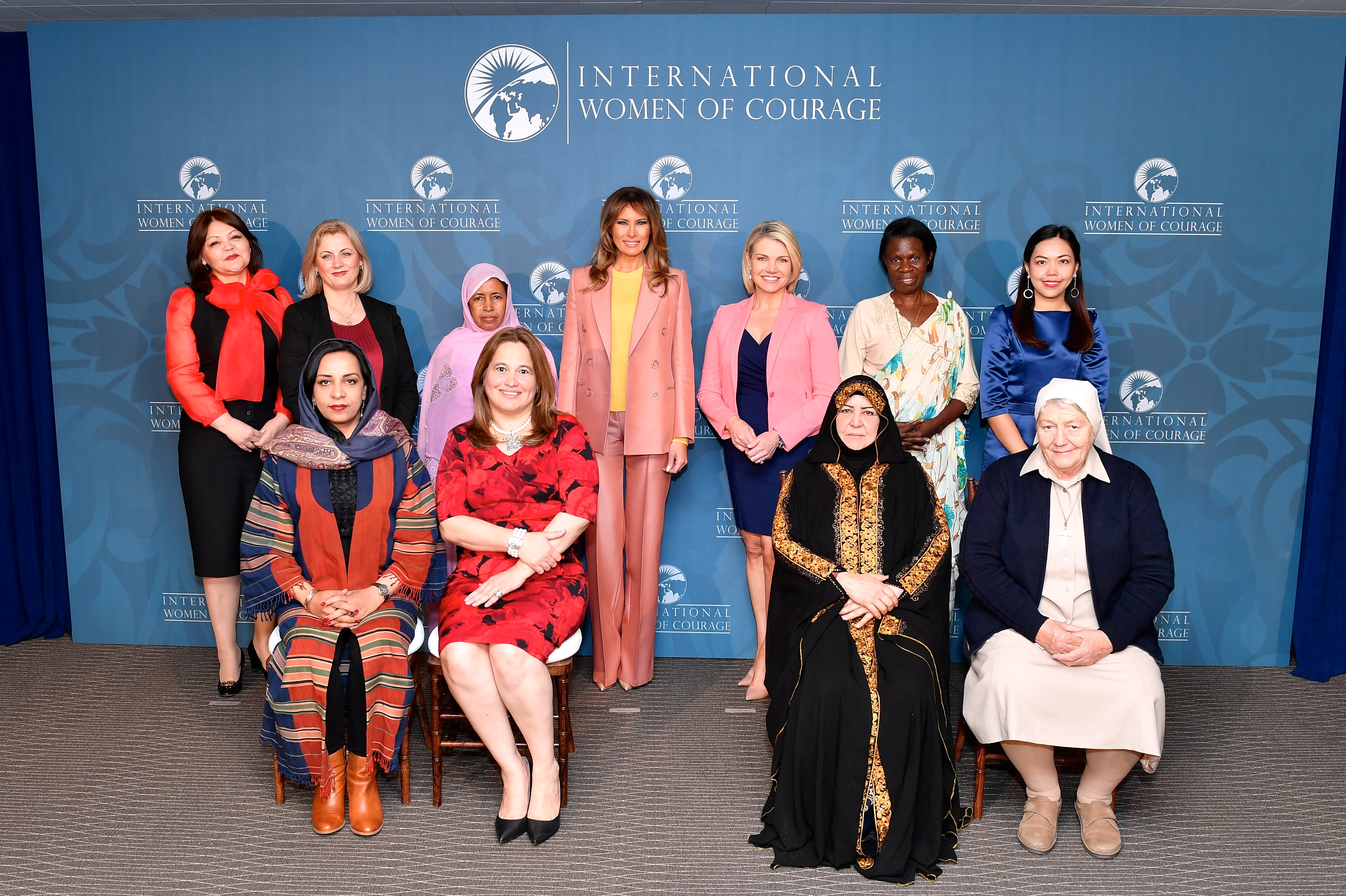
23 marzo 2018, la First Lady Melania Trump e il sottosegretario di Stato alla diplomazia pubblica e agli affari pubblici Heather Nauert con le vincitrici del premio 2018: (sedute) Roya Sadat, Julissa Villanueva, Aliyah Khalaf Saleh, Maria Elena Berini; (in piedi) Aiman Umarova, Feride Rushiti, L'Malouma Said, Godelieve Mukasarasi, Sirikan Charoensiri

- Roya Sadat (Afghanistan)
- Aura Elena Farfàn (Guatemala)
- Julissa Villanueva (Honduras)
- Aliyah Khalaf Saleh (Iraq)
- Maria Elena Berini (Italia)
- Aiman Umarova (Kazakistan)
- Feride Rushiti (Kosovo)
- L'Malouma Said (Mauritania)
- Godelieve Mukasarasi (Ruanda)
- Sirikan Charoensiri (Thailandia)

### 2019
I premi 2019 sono stati assegnati a:
- Razia Sultana  (Bangladesh)
- Naw K’nyaw Paw (Myanmar)
- Moumina Houssein (Gibuti)
- Mama Maggie (Egitto)
- Khalida Khalaf Hanna al-Twal (Giordania)
- Orla Treacy (Irlanda)
- Olivera Lakic (Montenegro)
- Flor de Maria Vega Zapata (Perù)
- Marini de Livera (Sri Lanka)
- Anna Aloys Henga (Tanzania)

### 2020
I premi 2020 sono stati assegnati a:
- Zarifa Ghafari (Afghanistan)
- Lucy Kocharyan (Armenia)
- Shahla Humbatova (Azerbaigian)
- Ximena Galarza (Bolivia)
- Claire Ouedraogo (Burkina Faso)
- Saıragúl Saýytbaı (Cina)
- Susanna Liew (Malaysia)
- Amaya Coppens (Nicaragua)
- Jalila Haider (Pakistan)
- Amina Khoulani (Siria)
- Yasmin al Qadhi (Yemen)
- Rita Nyampinga (Zimbabwe)

### 2021
I premi 2021 sono stati assegnati a:
- Fatima Natasha Khalil (Afghanistan)
- Fatima Rajabi (Afghanistan)
- Freshta (Afghanistan)
- Freshta Kohistani (Afghanistan)
- Malalai Maiwand (Afghanistan)
- Maryam Noorzad (Afghanistan)
- Sharmila Frough (Afghanistan)
- Maria Kalesnikava (Bielorussia)
- Phyoe Phyoe Aung (Myanmar)
- Maximilienne C. Ngo Mbe (Camerun)
- Wang Yu (Cina)
- Mayerlis Angarita (Colombia)
- Julienne Lusenge (Repubblica Democratica del Congo)
- Erika Aifán (Guatemala)
- Shohreh Bayat (Iran)
- Muskan Khatun (Nepal)
- Zahra Mohamed Ahmad (Somalia)
- Alicia Vacas Moro (Spagna)
- Ranitha Gnanarajah (Sri Lanka)
- Canan Gullu (Turchia)
- Ana Rosario Contreras (Venezuela)

### 2022
I premi 2022 sono stati assegnati a:
- Rizwana Hasan (Bangladesh)
- Simone Sibilio do Nascimento (Brasile)
- Ei Thinzar Maung (Myanmar)
- Josefina Klinger Zúñiga (Colombia)
- Taif Sami Mohammed (Iraq)
- Facia Boyenoh Harris (Liberia)
- Najla El Mangoush (Libia)
- Doina Gherman (Moldova)
- Bhumika Shrestha (Nepal)
- Carmen Gheorghe (Romania)
- Roegchanda Pascoe (Sudafrica)
- Phạm Đoan Trang (Vietnam)

### 2023

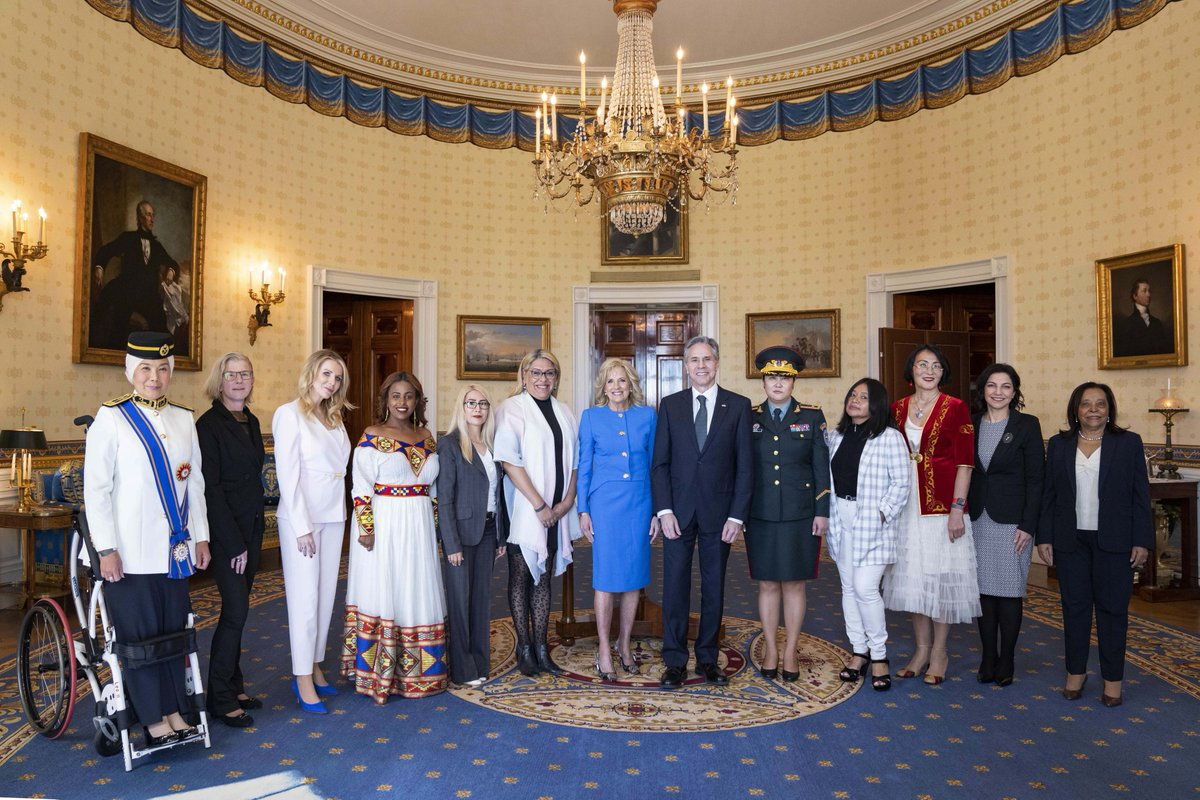
Le vincitrici dell'edizione 2023 nella Sala Est della Casa Bianca, assieme alla first lady Jill Biden e al Segretario di Stato Antony Blinken

I premi 2023 sono stati assegnati a:
- Hadeel Abdel Aziz (Giordania)
- Danièle Darlan (Repubblica Centrafricana)
- Bolor Ganbold (Mongolia)
- Zakira Hekmat (Afghanistan)
- Meaza Mohammed (Etiopia)
- Julija Pajevs'ka (Ucraina)
- Ras Adiba Radzi (Malaysia)
- Doris Ríos (Costa Rica)
- Alba Rueda (Argentina)
- Bakhytzhan Toregozhina (Kazakistan)
- Bianka Zalewska (Polonia)

Un ulteriore Honorary Group Award è stato assegnato alle "donne e ragazze manifestanti dell'Iran" in risposta alla morte di Mahsa Amini e alle proteste in corso contro il governo.

### 2024
I riconoscimenti 2024 sono stati assegnati a:
- Benafsha Yaqoobi (Afghanistan)
- Fawzia Karim Firoze (Bangladesh)
- Volha Harbunova (Bielorussia)
- Ajna Jusić (Bosnia ed Erzegovina)
- Myintzu Win (Birmania)
- Marta Beatriz Roque (Cuba)
- Fátima Corozo (Ecuador)
- Fatou Baldeh (Gambia)
- Fariba Balouch (Iran)
- Rina Gonoi (Giappone)
- Rabha El Haymar (Morocco)
- Agather Atuhaire (Uganda)